# Majida El Roumi
Majida El Roumi o Majida Al- Roumi (en árabe: ماجدة الرومي, su nombre es a veces trascrito como Magida) es una famosa cantante libanesa que inició su carrera musical en los años 70 en la televisión libanesa, ganando a la edad de 16 años la medalla de oro por su talento como cantante. Actualmente se ha convertido en una de las figuras más respetadas en el Mundo Árabe. 

## Biografía
Majida nació el 13 de diciembre de 1956 en Tiro, Líbano y es hija del gran compositor Halim El-Roumi. Cuando contaba con seis años, su familia de origen cristiano se trasladó a Kfarchima, un pequeño pueblo al sudeste de Beirut, donde ella creció en una atmósfera religiosa. Se muestran en su repertorio canciones e himnos, como Irhamni Ya Alá (Apiádate de mi ¡Dios!), Miserere, Ave María, etc. 

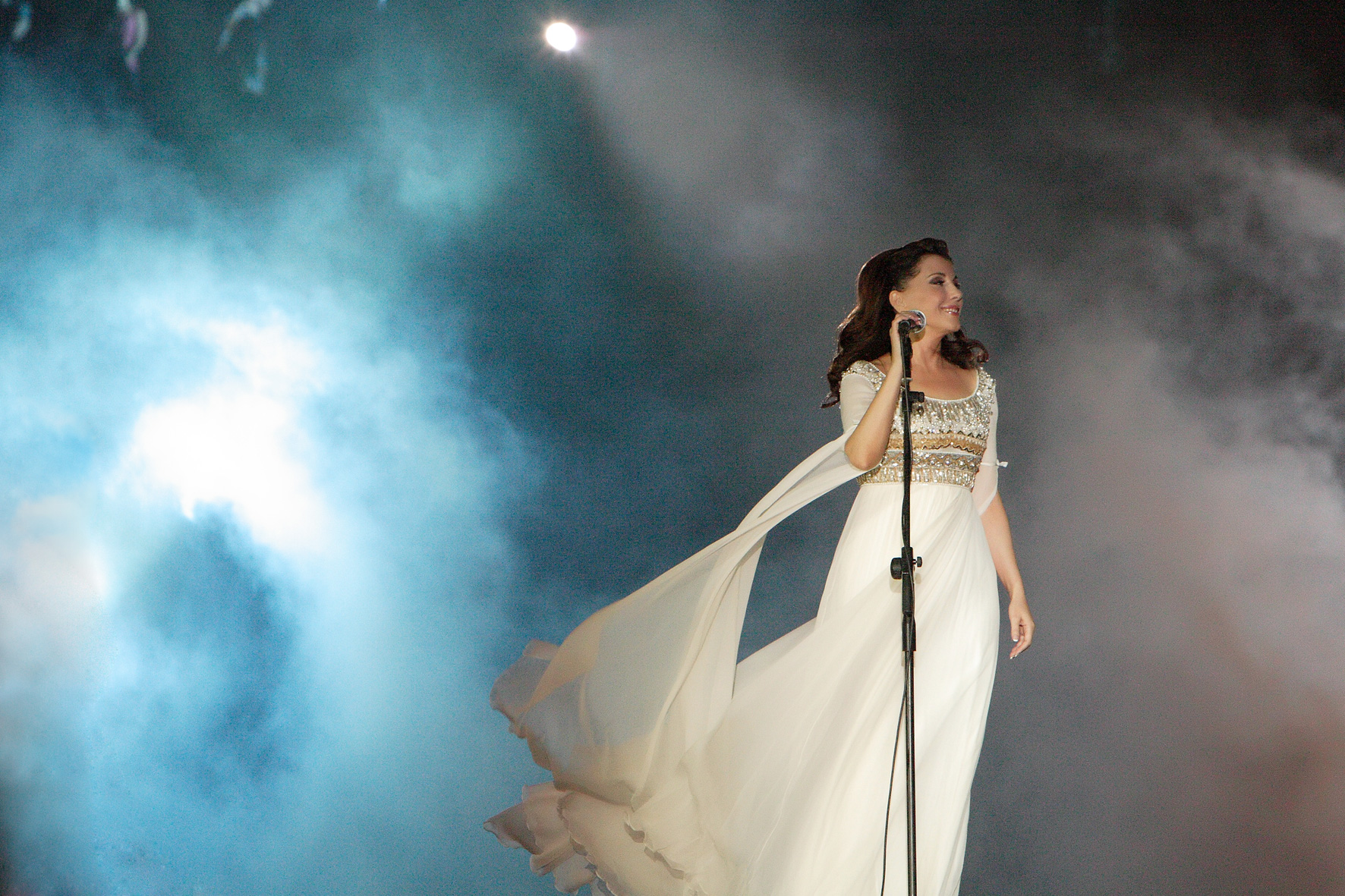
Majida El Roumi en festival (2009)

## Actividades Actuales
A lo largo de los años, la artista ha grabado numerosos discos de gran éxito y ha actuado en escenarios de todo el mundo. Durante varios años ha participado en los actos de la FAO dedicados a la lucha contra el hambre y su compromiso con las causas humanitarias le ha valido el respeto del público, la crítica y los medios de comunicación. Majida Al Roumi fue nombrada Embajadora de buena voluntad de la FAO el 16 de octubre de 2001. Con este cometido, ha aparecido en varios programas televisivos y conciertos destinados a sensibilizar la opinión pública en favor de la campaña “Alimentos para todos”, en especial en el mundo árabe.
Asimismo, a lo largo de los últimos años, Majida ha actuado en conciertos destinados a recaudar fondos para la FAO en Túnez, El Cairo y Argelia.

## Arte Musical
Entre sus obras destacadas que son varias, se puede mencionar la marcha nupcial cantada en árabe, algunas de sus canciones son letras inspiradas en libros de Gibran Jalil Gibran, canciones de Abdel Halim Hafez, Nizar Qabbani etc. 

## Discografía
- 1977 - Jidni habibi (Llévame amor mío)
- 1982 - Min Zaman (Desde hace tiempo)
- 1983 - Al-Asfura (El pájaro)
- 1986 - Ya saken afkari (Vive en mis pensamientos)
- 1988 - Dawy ya amar (Luz de luna)
- 1991 - Kalimat (Palabras)
- 1994 - Ebhaz anni (Búscame)
- 1996 - Rasaail (Mensajes)
- 1998 - Uhibbuka wa ba’ad (Te amo y luego...)
- 2003 - Qizara al-sama (Guitarra del cielo)
- 2004 - Irhamni ya Allah (Apiádate de mi ¡Dios!)
- 2006 - E’atazalt el-garam (Me he apartado del amor)
- 2012 - Ghazal (Género literario de poesía árabe)